# فلای تو د اسکای
فلای تو د اسکای (کره‌ای: 플라이 투 더 스카이؛ انگلیسی: Fly to the Sky) گروه دونفره متشکل از برایان جو و هوان‌هی است. این گروه دونفره که در ابتدا به عنوان آیدل کی پاپ به معرفی شدند، بعداً تصویر بالغ تری پیدا کردند و به یکی از محبوب‌ترین گروه‌های آراندبی در کره جنوبی تبدیل شدند. این گروه در سال ۱۹۹۹ فعالیتش را آغاز کرد و تاکنون نه آلبوم استودیویی منتشر کرده است.